# Maladie corallienne
Les maladies coralliennes (en anglais  coral disease), souvent caractérisées par des changements de couleur ou des dégradations du squelette, peuvent entraîner une perte de tissus coralliens. Identifiées pour la première fois au XXe siècle, ces maladies sont causées par une variété d’agents pathogènes, dont des bactéries, des champignons, des virus et des parasites. Elles affectent principalement les récifs coralliens déjà affaiblis par des pressions environnementales croissantes telles que le réchauffement climatique, la pollution et la surpêche. À l’échelle mondiale, la fréquence et l’intensité des maladies coralliennes ont fortement augmenté, coïncidant avec des événements de blanchissement massifs associés à l’élévation des températures océaniques. Comprendre les mécanismes de propagation et les impacts de ces maladies est crucial pour la préservation des récifs coralliens, qui jouent un rôle vital pour la biodiversité marine et pour les communautés humaines dépendantes de leurs services écosystémiques, tels que la pêche, la protection des côtes et le tourisme.

## Historique et découverte

### Premières observations des maladies coralliennes
Les recherches sur les maladies coralliennes sont relativement récentes, les premiers rapports sur la dégradation des tissus coralliens, notamment chez les coraux pierreux constructeurs de récifs (scléractiniens), datent des années 1970. C'est en 1972 que les maladies coralliennes ont été reconnues pour la première fois comme une menace pour les récifs des Caraïbes, lorsque Arnfried Antonius a signalé en 1973 la découverte de la maladie des bandes noires. Depuis cette époque, le nombre de maladies coralliennes identifiées, leur prévalence à l’échelle des récifs et la fréquence des épizooties à grande échelle ont considérablement augmenté à travers le monde. À ce jour, jusqu’à 40 maladies coralliennes sont recensées, affectant plus de 200 espèces de coraux scléractiniaires.

### Évolution des connaissances scientifiques sur le sujet
Les premières recherches sur les agents pathogènes des maladies coralliennes dans les années 1970 étaient principalement basées sur des observations microscopiques de tissus malades, révélant la présence de diverses bactéries. Des bactéries hétérotrophes et phototrophes ont été identifiées, notamment pour la maladie des bandes noires. Cependant, aucune étude approfondie utilisant des méthodes microbiologiques médicales, comme les postulats de Koch, n’a été réalisée. Dans les années 1980, des études quantifièrent pour la première fois la prévalence des maladies coralliennes, comme la maladie de la bande blanche, qui affectait gravement les coraux acroporidae dans les Caraïbes.
Des recherches supplémentaires ont proposé différents agents pathogènes, dont des cyanobactéries et des champignons marins, pour expliquer des afflictions comme la maladie des bandes noires, qui a été observée sur les coraux scléractiniaires. Une approche histologique a permis de découvrir des bactéries associées à la maladie de la bande blanche, bien que les tentatives d’isoler un agent pathogène spécifique aient échoué. À cette époque, quatre maladies coralliennes, incluant la bande noire et la peste, avaient été étudiées, mais seule la cyanobactérie Phormidium corallyticum avait été identifiée comme agent potentiel de la maladie des bandes noires, bien qu’aucune confirmation formelle n'ait été obtenue.

## Types de maladies coralliennes
Les six principales maladies coralliennes identifiées sont l’aspergillose, la maladie de la bande noire, la peste, la maladie de la bande blanche, la rhodotorulose et la maladie de perte de tissus des coraux. Ces maladies varient en fonction du type d'agent pathogène, allant de maladies à agent unique (aspergillose, peste) à celles causées par des communautés microbiennes (bande noire, bande blanche).

### Maladie de la bande noire
Identifiée en 1973, la maladie de la bande noire affecte les coraux par une bande sombre qui progresse en détruisant les tissus vivants. Elle est causée par un consortium microbien comprenant la cyanobactérie Phormidium corallyticum, des bactéries sulfato-réductrices et d'autres micro-organismes. Cette progression rapide mène à la colonisation du squelette corallien par des algues,.

### Aspergillose
Apparue en 1996, l’aspergillose des gorgones est causée par le champignon Aspergillus sydowii. Cette maladie a révélé une résistance naturelle chez certains coraux et a montré que les spores du champignon peuvent se propager via la poussière saharienne, affectant les Caraïbes.

### Peste
La peste, ou peste blanche, se caractérise par une perte de tissu corallien sans présence microbienne visible. Décrite pour la première fois en 1977, elle a évolué en deux formes, une plus lente (type I) et une plus virulente (type II) qui détruit les tissus à un rythme accéléré. L’agent pathogène probable est une nouvelle bactérie du genre Sphingomonas.

### Maladie à bande blanche
La maladie à bande blanche maladie affecte les coraux ramifiés (ex : Lobophyllia corymbosa, Acropora formosa et Psammocora contigua) et constructeurs de récifs. Caractérisée par une ligne de destruction des tissus, elle se divise en deux types : le type I, avec une démarcation nette, et le type II, où la zone de tissu est blanchie. Elle est responsable de la perte de plus de 90 % des coraux acroporidae dans les Caraïbes,.

### Rhodotorulose
La rhodotorulose, récemment suggérée en 2000, est causée par le champignon Rhodotorula rubra et entraîne une dégradation rapide du tissu et du squelette corallien. Bien que l’association n’ait pas encore été confirmée, les morsures de poisson-perroquet sont suspectées de favoriser cette maladie.

### Maladie de perte de tissus des coraux
Le SCTLD est une maladie corallienne très mortelle, identifiée pour la première fois au large des côtes de la Floride en 2014. Depuis, elle s’est rapidement propagée dans les Caraïbes, affectant plus de 20 espèces de coraux. Elle est maintenant présente sur les récifs de 18 pays et territoires. Cette épidémie se distingue par son ampleur géographique, sa létalité élevée et la grande sensibilité des espèces coralliennes touchées, ce qui en fait probablement l’épidémie de maladie corallienne la plus dévastatrice de l’histoire.

## Types de transmission des maladies coralliennes
La transmission des maladies coralliennes est encore peu étudiée, mais comprendre la propagation des agents pathogènes est essentiel pour identifier les coraux et populations à risque, ainsi que pour développer des stratégies de gestion efficaces. Les chercheurs s'accordent sur quatre types principaux de transmission.
- Transmission directe: contrairement à ce que l’on pourrait imaginer, les coraux se touchent rarement, même dans des récifs très denses. En effet, ils présentent un comportement d’évitement du contact, leur croissance s’arrêtant à l’approche d’une autre colonie pour éviter le contact direct[4]. Cependant, lorsqu’il y a interaction, il est possible que des agents pathogènes soient transmis d’un corail à l’autre. Parfois, les coraux les plus compétitifs envahissent leurs voisins moins compétitifs, augmentant ainsi les chances de transmission directe. Les espèces de coraux qui sont plus abondantes localement peuvent être plus vulnérables aux maladies. Par exemple, le syndrome de la maladie corallienne blanche est plus fréquent dans les zones où la couverture corallienne est élevée[4].
- Transmission par l’eau: une autre voie clé de transmission est l’eau elle-même, qui peut transporter des agents pathogènes libres, des amas d’algues, ou même des particules abiotiques comme des sédiments ou des débris de plastique. L’eau peut également déplacer des tissus infectés ou des agrégats de mucus provenant de colonies malades, facilitant ainsi la propagation des maladies à travers le récif[4].
- Transmission par des vecteurs: les poissons corallivores (ex: poisson-globe, le poisson-perroquet et le poisson-papillon), qui se nourrissent de coraux, sont également des vecteurs potentiels de maladies. En interagissant physiquement avec les coraux, ou même par leurs excréments, ces poissons peuvent transmettre des agents pathogènes aux récifs, contribuant ainsi à la propagation des maladies[5].
- Origine terrestre: certains agents pathogènes peuvent provenir de sources terrestres. Des matières infectieuses peuvent être transportées sur de longues distances dans l’océan par des courants, des remontées d'eau ou même des tourbillons. Cela signifie que les maladies coralliennes peuvent parcourir de grandes distances avant d’atteindre les récifs, ce qui rend encore plus difficile leur gestion et leur contrôle[4].

## Facteurs déclencheurs et aggravants

### Réchauffement des océans
Lorsque les températures de l'eau augmentent, en particulier lors des vagues de chaleur marine, les coraux subissent un stress thermique. Ce stress compromet leur symbiose avec les zooxanthelles, des microalgues essentielles à leur survie, provoquant leur expulsion et entraînant le blanchissement des coraux,. Ce phénomène rend les coraux plus vulnérables aux infections, car leur immunité est affaiblie. Des bactéries pathogènes telles que Vibrio shiloi et Vibrio coralliilyticus prospèrent dans des eaux plus chaudes et peuvent infecter les coraux fragilisés par le blanchissement. L'augmentation des températures mondiales des océans, tant sur le plan saisonnier que décennal, crée un environnement favorable à la prolifération de micro-organismes pathogènes. Cette élévation de la température favorise la croissance de pathogènes endémiques aux récifs coralliens, créant ainsi des micro environnements propices à leur développement,. Ce phénomène peut mener à des infections polymicrobiennes, où plusieurs agents pathogènes interagissent. Bien que ces communautés microbiennes puissent être perturbées par une baisse saisonnière des températures, elles peuvent se réactiver lors d'une nouvelle augmentation thermique, favorisant l’émergence répétée de maladies liées à la température.

### La qualité de l'eau
Une mauvaise qualité de l'eau, causée notamment par l'eutrophisation et la sédimentation, constitue un facteur aggravant pour les maladies coralliennes. Des niveaux élevés de nutriments tels que l'azote et le phosphore favorisent la prolifération d'algues nuisibles (ex: Sargasse) et créent des conditions propices à la croissance des agents pathogènes. Les coraux infectés par des maladies comme la maladie de la bande jaune ou l’aspergillose montrent des signes accélérés de détérioration dans des environnements riches en nutriments, ce qui aggrave les effets des infections.

### Courants océaniques
Les courants océaniques jouent un rôle essentiel dans la dynamique des maladies coralliennes en facilitant la dispersion des agents pathogènes et la transmission des infections entre différents récifs. Ces courants permettent aux pathogènes, tels que les bactéries, les virus et les champignons, de se propager sur de longues distances, infectant des récifs éloignés de leur source d'origine. Les courants influencent également des paramètres environnementaux cruciaux, tels que la température, la salinité et le niveau d’oxygène de l’eau, qui affectent la résistance des coraux aux maladies et la prolifération des pathogènes. Par exemple, des courants chauds peuvent accentuer le stress thermique sur les coraux, facilitant le développement de maladies thermophiles, telles que celles causées par les bactéries du genre Vibrio. À l'inverse, des courants apportant de l’eau plus fraîche peuvent réduire la température locale et offrir une certaine protection contre les épidémies liées au réchauffement.

## Méthodes de détection et de diagnostic
La détection et le diagnostic des maladies coralliennes reposent sur une combinaison de méthodes traditionnelles et de technologies modernes, adaptées aux besoins spécifiques des chercheurs et gestionnaires de récifs coralliens.

### Techniques de laboratoire
Les analyses en laboratoire permettent d'identifier précisément les agents pathogènes et les conditions associées.
- Analyses microbiologiques : culture et identification des microorganismes associés aux maladies coralliennes, comme les bactéries, champignons ou virus[10].
- ADN environnemental (eDNA) : technique de biologie moléculaire permettant de détecter la présence d'agents pathogènes dans l'eau ou les tissus coralliens, sans nécessiter d'échantillonnage direct des coraux[10].
- Métagénomique et transcriptomique : outils avancés pour analyser les communautés microbiennes et les interactions avec les tissus coralliens[10].

### Observation sur le terrain
L'observation directe reste un outil clé pour détecter les maladies coralliennes :
- identification visuelle : repérage des symptômes caractéristiques comme les bandes colorées, la décoloration, ou la perte de tissu[11] ;
- cartographie manuelle : suivi des zones touchées en mesurant la progression des maladies sur des colonies spécifiques[11].

### Nouveaux outils technologiques
Les innovations technologiques facilitent le suivi à grande échelle et en temps réel :
- des drones sont utilisés pour capter des images aériennes des récifs, permettant d'identifier des zones affectées par des maladies à grande échelle [11];
- des capteurs sous-marins mesurent des paramètres environnementaux (température, turbidité, pH) et détectent des anomalies associées à des épidémies de maladies[11] ;
- l’imagerie hyperspectrale permet analyser la santé des coraux grâce à leur signature spectrale, détectant des maladies avant l'apparition des symptômes visibles[11].

## Impacts écologiques et économiques
Les maladies coralliennes ont des conséquences profondes sur les écosystèmes marins et les communautés humaines qui dépendent des récifs coralliens pour leur subsistance et leur bien-être économique.

### Impacts écologiques

#### Perte de biodiversité
Les récifs coralliens abritent environ 25% des espèces marines. La destruction des colonies coralliennes par les maladies réduit les habitats disponibles pour une grande variété d'organismes marins, mettant en péril la biodiversité locale et mondiale,.

#### Effondrement des chaînes trophiques locales
Les coraux jouent un rôle fondamental dans les réseaux trophiques des récifs. Leur déclin affecte les poissons herbivores (ex: les poissons-demoiselles, les poissons-chirurgiens), les prédateurs, et les organismes qui dépendent des coraux pour se nourrir, se reproduire ou se protéger. Ces déséquilibres écologiques peuvent entraîner des effets en cascade à l'échelle des écosystèmes.

### Impacts économiques

#### Réduction des revenus liés à la pêche
Les récifs coralliens fournissent un habitat crucial pour de nombreuses espèces de poissons et d’invertébrés d'intérêt commercial. Leur dégradation entraîne une diminution des captures, affectant la sécurité alimentaire et les revenus des pêcheurs locaux.

#### Baisse du tourisme
Les récifs attirent chaque année des millions de touristes pour la plongée et d'autres activités marines. La disparition des récifs sains réduit l'attrait touristique des zones touchées, entraînant des pertes économiques significatives pour les communautés locales.

#### Affaiblissement de la protection côtière
Les récifs coralliens jouent un rôle clé dans la protection des côtes contre l'érosion et les tempêtes en absorbant l'énergie des vagues. Leur dégradation expose les zones côtières à des risques accrus, avec des coûts élevés pour les infrastructures et les populations.

## Approches de gestion et de restauration
La prise de conscience croissante des risques de maladies a conduit à une augmentation exponentielle des efforts de recherche visant à identifier et tester des moyens d'atténuer leurs effets. La prévention des épidémies ou la réduction de leur impact peut être réalisée en renforçant l’immunité des coraux, en réduisant l’abondance des agents pathogènes ou les taux de transmission des maladies. Parmi les stratégies figurent la stimulation du système immunitaire corallien et l’élimination physique des maladies.

### Prévention et suivi

#### Surveillance des écosystèmes
Un suivi constant des récifs coralliens est essentiel pour détecter précocement les maladies et comprendre leur propagation. Des réseaux de surveillance utilisant des capteurs, des drones et des observations sur le terrain permettent de collecter des données sur la santé des coraux et les conditions environnementales, facilitant ainsi une gestion proactive.

#### Sensibilisation et réduction des pressions humaines
La pollution, la pêche destructive, le changement climatique et l'exploitation excessive des récifs coralliens sont des facteurs aggravants pour les maladies coralliennes. Des campagnes de sensibilisation, des régulations strictes et des efforts pour réduire les impacts humains, comme la gestion durable de la pêche et la réduction des émissions de gaz à effet de serre, sont nécessaires pour améliorer la résilience des récifs.

### Restauration écologique

#### Repeuplement des coraux
Des techniques de restauration, telles que les nurseries de coraux et la transplantation, sont utilisées pour cultiver des coraux en captivité et les réintroduire dans des zones dégradées. Ces initiatives visent à accélérer la récupération des récifs en augmentant la densité des colonies coralliennes.

#### Utilisation de coraux résistants ou génétiquement adaptés
Des recherches sur la sélection de coraux plus résistants aux maladies et aux conditions environnementales extrêmes (comme les températures élevées ou l’acidification des océans) ont conduit à des programmes de conservation et de reproduction de ces coraux génétiquement adaptés. Ces coraux pourraient jouer un rôle clé dans la survie à long terme des récifs face aux menaces actuelles.

## Défis et perspectives
Malgré les avancées dans la compréhension et la gestion des maladies coralliennes, plusieurs défis demeurent, ainsi que des perspectives d’avenir pour améliorer la résilience des récifs coralliens.

### Lacunes dans les connaissances scientifiques
Bien que de nombreuses maladies coralliennes aient été identifiées, l'origine précise de certaines d'entre elles reste floue. Les agents pathogènes responsables, qu’ils soient d'origine microbienne, virale ou environnementale, sont encore mal compris. Une meilleure compréhension des facteurs déclencheurs et des interactions entre les agents pathogènes et l'environnement reste essentielle pour développer des stratégies de gestion efficaces.

### Adaptation des coraux face au changement climatique

#### Résilience des coraux
Le changement climatique exacerbe les maladies coralliennes, notamment par le réchauffement des océans et l'acidification. L'adaptation des coraux à ces conditions stressantes est un domaine de recherche clé. Les coraux qui possèdent des caractéristiques génétiques ou physiologiques les rendant plus résistants aux températures élevées et à l'acidification pourraient devenir essentiels pour la survie des récifs à long terme,.